# 제이 풀턴
제이 풀턴(Jay Fulton, 1994년 4월 1일, 볼턴 ~ )은 스코틀랜드의 축구 선수로, 현재 EFL 챔피언십의 스완지 시티에서 뛰고 있다.